# Mount Hope (Wisconsin)
Mount Hope és una població dels Estats Units a l'estat de Wisconsin. Segons el cens del 2000 tenia 186 habitants.

## Demografia
Segons el cens del 2000, Mount Hope tenia 186 habitants, 80 habitatges, i 50 famílies. La densitat de població era de 224,4 habitants per km².
Dels 80 habitatges en un 30% hi vivien nens de menys de 18 anys, en un 51,3% hi vivien parelles casades, en un 7,5% dones solteres, i en un 37,5% no eren unitats familiars. En el 33,8% dels habitatges hi vivien persones soles el 20% de les quals corresponia a persones de 65 anys o més que vivien soles. El nombre mitjà de persones vivint en cada habitatge era de 2,33 i el nombre mitjà de persones que vivien en cada família era de 3.
Per edats la població es repartia de la següent manera: un 22,6% tenia menys de 18 anys, un 9,1% entre 18 i 24, un 28% entre 25 i 44, un 24,7% de 45 a 60 i un 15,6% 65 anys o més.
L'edat mediana era de 39 anys. Per cada 100 dones de 18 o més anys hi havia 105,7 homes.
La renda mediana per habitatge era de 37.813 $ i la renda mediana per família de 39.583 $. Els homes tenien una renda mediana de 26.500 $ mentre que les dones 18.214 $. La renda per capita de la població era de 15.141 $. Cap de les famílies i l'1,4% de la població estaven per davall del llindar de pobresa.

## Poblacions més properes
El següent diagrama mostra les poblacions més properes.